# Chilly-Mazarin
Chilly-Mazarin är en kommun i departementet Essonne i regionen Île-de-France i norra Frankrike. Kommunen ligger i kantonen Chilly-Mazarin som tillhör arrondissementet Palaiseau. År 2022 hade Chilly-Mazarin 19 981 invånare.

## Befolkningsutveckling
Antalet invånare i kommunen Chilly-Mazarin
| Referens: INSEE |